# Bilohorschtscha
Bilohorschtscha (ukrainisch Білогорща; russisch Белогорща Belogorschtscha, polnisch Biłohorszcze) ist ein Stadtviertel im Rajon Salisnyzja der westukrainischen Stadt Lwiw.

## Geschichte
Der Flurname bzw. die Einöde Belohoszcz wurde im Jahre 1356 erstmals urkundlich erwähnt, als er der Stadt Lemberg zugeteilt wurde. Das deutschrechtliche Dorf wurde dort im Jahre 1423 vom lembergischen Bürger Sommerstein gegründet, der auch das Dorf Samarstyniw begründete. Etwa im Jahre 1463 lebten dort in eigener Kolonie bei dem örtlichen Vorwerk 7 ruthenische Familien.
Das Dorf gehörte zunächst zur Adelsrepublik Polen-Litauen, Woiwodschaft Ruthenien im Lemberger Land. Bei der Ersten Teilung Polens kam das Dorf 1772 zum neuen Kronland des habsburgischen Kaiserreichs (ab 1804) Königreich Galizien und Lodomerien.
Im Jahre 1900 hatte die Gemeinde Biłohorszcze 149 Häuser mit 1160 Einwohnern, davon 1078 waren Polnischsprachige, 43 Deutschsprachige, 37 Ruthenischsprachige, 950 römisch-katholische, 177 griechisch-katholische, 7 Juden, 26 anderen Glaubens.
Nach dem Ende des Polnisch-Ukrainischen Kriegs 1919 kam die Gemeinde zu Polen. Im Jahre 1921 hatte sie 674 Häuser mit 4423 Einwohnern, davon 3886 Polen, 448 Ruthenen, 86 Deutschen, 3 anderer Nationalität, 3346 römisch-katholische, 871 griechisch-katholische, 126 evangelische, 4 andere Christen, 76 Juden (Religion).
Der urbanisierte östliche Teil wurde am 1. April 1931 nach die Stadt eingemeindet.
Im Zweiten Weltkrieg gehörte sie zuerst zur Sowjetunion und ab 1941 zum Generalgouvernement, ab 1945 wieder zur Sowjetunion, heute zur Ukraine. Die Polen wurden nach dem Krieg umgesiedelt.
1978 wurde der Rest der Gemeindegebiet endgültig zur Stadt Lwiw eingemeindet.